# Цвет нации
«Цвет нации» — документальный фильм автора Леонида Парфёнова о русском фотографе, изобретателе, пионере цветной фотографии в России Сергее Михайловиче Прокудине-Горском (1863—1944). Предпремьерные показы фильма прошли в Центре документального кино 8 октября 2013 года и кинотеатре «Пионер» 11 ноября 2013 года. Телевизионная премьера была запланирована «Первым каналом» на 12 июня 2014 года, однако фактически состоялась уже после полуночи 13 июня.
Фильм приурочен к 150-летию С. М. Прокудина-Горского и к 100-летию 1913 года. Создан студией «Намедни» при поддержке фонда Дмитрия Зимина «Династия» и Фонда Михаила Прохорова.

## Название
По словам Леонида Парфёнова, название для фильма предложил Альфред Кох. Другой вариант названия — «Россия в цвету», переведённый на английский язык как «Russia in Bloom», — стал использоваться для показа фильма по-английски.

## Сюжет
Рассказ в фильме идёт, преимущественно, не о биографии С. М. Прокудина-Горского, а построен на сопоставлении объектов съёмки на его фотографиях и открытках с их текущим состоянием. Съёмочная группа побывала в нескольких регионах России (Вологодская область, Республика Карелия, Санкт-Петербург и Ленинградская область, Тверская область, Тульская область), в Грузии (Боржомский муниципалитет) и Узбекистане (Самарканд и Бухара).
Автор берёт интервью у внуков С. М. Прокудина-Горского Дмитрия и Ивана Свечиных, а также у специалистов Библиотеки Конгресса США, участвовавших в изучении и оцифровке негативов, и специалистов, занимающихся их текущим хранением.
В течение фильма Леонид Парфёнов неоднократно говорит о неудовлетворительном состоянии архитектурных памятников в России и угасании старых русских городов, запечатлённых Прокудиным-Горским. В конце он делает вывод, что «той России» с его снимков уже не существует.

## Критика
Телеобозреватель Арина Бородина в эфире программы «Человек из телевизора» на радиостанции «Эхо Москвы» отмечала хорошую операторскую работу и новую для Леонида Парфёнова стилистику фильма:

Он фантастически снят. Это даже не фильм-биография как «Зворыкин», это какая-то совершенно новая у Парфёнова стилистика. Он идёт полтора часа, совершенно неспешный, не пафосный.

## Награды
Фильм стал обладателем премии в области неигрового кино и телевидения «Лавровая ветвь» за 2014 год в номинации «Лучший неигровой полнометражный телевизионный фильм».